# 许由街道
许由街道是中华人民共和国河南省许昌市建安区下辖的一个街道办事处。

## 行政区划
许由街道下辖以下村级行政区划单位：
十里铺社区、李简社区、梨园社区、枪杆刘社区、曹庄社区、谷徐王社区、幸福社区、魏风社区、文翰社区、翡翠社区、瑞园社区、利民社区、育新社区、张炉社区。